# Кавенчинек (Мазовецьке воєводство)
Кавенчинек (пол. Kawęczynek) — село в Польщі, у гміні Констанцин-Єзьорна Пясечинського повіту Мазовецького воєводства.
Населення — 133 особи (2011).
У 1975-1998 роках село належало до Варшавського воєводства.

## Демографія
Демографічна структура станом на 31 березня 2011 року:
|          | Загалом | Допрацездатний вік | Працездатний вік | Постпрацездатний вік |
| -------- | ------- | ------------------ | ---------------- | -------------------- |
| Чоловіки | 64      | 9                  | 53               | 2                    |
| Жінки    | 69      | 17                 | 42               | 10                   |
| Разом    | 133     | 26                 | 95               | 12                   |